# Corea del Sur en los Juegos Paralímpicos de Sídney 2000
Corea del Sur estuvo representada en los Juegos Paralímpicos de Sídney 2000 por un total de 89 deportistas, 82 hombres y siete mujeres.

## Medallistas
El equipo paralímpico surcoreano obtuvo las siguientes medallas:
| Nombre                                                   | Deporte                   | Evento                                |
| -------------------------------------------------------- | ------------------------- | ------------------------------------- |
| Oro                                                      |                           |                                       |
| Moon Jung-Hoon                                           | Atletismo                 | 400 m T53 masculino                   |
| Choi Yong-Jin                                            | Atletismo                 | 1500 m T36 masculino                  |
| Goo Keun-Hoo Kim Hae-Ryung Lee Jin-Woo Lee Jung-Ho       | Bochas                    | Equipo BC1-BC2 mixto                  |
| Jin Yong-Sik                                             | Ciclismo en ruta          | Contrarreloj CP3 mixto                |
| Jung Keum-Jong                                           | Levantamiento de potencia | –52 kg masculino                      |
| Park Jong-Chul                                           | Levantamiento de potencia | –82,5 kg masculino                    |
| Lee Hae-Kon                                              | Tenis de mesa             | Individual 1 masculino                |
| Kim Kyung-Mook                                           | Tenis de mesa             | Individual 2 masculino                |
| Kang Seong-Hoon Kim Kong-Yong Kim Kyung-Mook Lee Hae-Kon | Tenis de mesa             | Equipo 1-2 masculino                  |
| Jung Eun-Chang Kim Byoung-Young                          | Tenis de mesa             | Equipo 5 masculino                    |
| Kim Kwang-Jin Lee Cheon-Sik                              | Tenis de mesa             | Equipo 8 masculino                    |
| Kim Im-Yeon                                              | Tiro                      | Rifle de aire de pie SH1 femenino     |
| Kim Im-Yeon                                              | Tiro                      | Rifle deportivo 3 × 20 m SH1 femenino |
| Jung Jin-Owan                                            | Tiro                      | Rifle de aire de pie SH1 masculino    |
| Lee Hee-Jeong                                            | Tiro                      | Pistola de aire SH1 masculino         |
| Choi Jong-In                                             | Tiro                      | Pistola libre SH1 mixto               |
| Lee Hong-Gu                                              | Tiro con arco             | Individual W2 masculino               |
| An Tae-Sung                                              | Tiro con arco             | Individual de pie masculino           |
| Plata                                                    |                           |                                       |
| Choi Yong-Jin                                            | Atletismo                 | 800 m T36 masculino                   |
| Lee Jin-Woo                                              | Bochas                    | Individual BC2 mixto                  |
| Kwak Jung-Yong                                           | Levantamiento de potencia | –48 kg masculino                      |
| Kim Kong-Yong                                            | Tenis de mesa             | Individual 2 masculino                |
| Um Tae-Hyung                                             | Tenis de mesa             | Individual 4 masculino                |
| Choi Kyoung-Sik Park Jun-Young Um Tae-Hyung              | Tenis de mesa             | Equipo 4 masculino                    |
| Jung Young-Joo                                           | Tiro con arco             | Individual W2 masculino               |
| Bronce                                                   |                           |                                       |
| Jin Yong-Sik                                             | Ciclismo en ruta          | Ruta CP3 mixto                        |
| Choi Kyoung-Sik                                          | Tenis de mesa             | Individual 4 masculino                |
| Kim Young-Soo Son Ji-Yong Yang Heung-Sik                 | Tenis de mesa             | Equipo 3 masculino                    |
| Jung Jin-Owan                                            | Tiro                      | Rifle libre 3 × 40 m SH1 masculino    |
| Ko Hee-Sook                                              | Tiro con arco             | Individual W1/W2 femenino             |
| Cho Hyun-Kwan Lee Hong-Gu Lee Ouk-Soo                    | Tiro con arco             | Equipo clase abierta masculino        |
| An Yu-Sung                                               | Yudo                      | –90 kg masculino                      |